# Elecciones presidenciales de Estados Unidos de 2004 en Nueva Jersey
Las Elecciones presidenciales de Estados Unidos en Nueva Jersey de 2004 se llevaron a cabo el 2 de noviembre de 2004 y formó parte de las Elecciones presidenciales de Estados Unidos de 2004. Los votantes eligieron 15 representantes, o electores para el  Colegio Electoral, quienes votaron por el  presidente y  vicepresidente.
Nueva Jersey fue ganado por el candidato demócrata John Kerry por un margen de victoria del 6.7 %. Antes de la elección, la mayoría de las organizaciones de noticias lo consideraban como un estado que Kerry ganaría, o  estado azul. Aunque debido al impacto de los ataques del 11 de septiembre de 2001 y la renuncia en medio del escándalo del  Gobernador James McGreevey, el estado fue considerado una carrera interesante. Las encuestas mostraron al senador John F. Kerry con una pequeña ventaja a lo largo de la campaña y los  Republicanos invirtieron algunos fondos de campaña en el estado. Al final, sin embargo, Kerry tomó Nueva Jersey por un margen cómodo. Hasta la fecha, esta es la última vez que el margen de victoria demócrata fue inferior al 10 %.  A partir de  2016, esta es la última elección en la que ganó el candidato republicano  Condado de Somerset.
- Datos: Q7892945
- Multimedia: United States presidential election in New Jersey, 2004 / Q7892945